# Баксан (дорожний роз'їзд)
Баксан (рос. Баксан) — дорожний роз'їзд у Майському районі Кабардино-Балкарії Російської Федерації.
Орган місцевого самоврядування — міське поселення Майський. Населення становить 30 осіб.

## Історія
Згідно із законом від 27 лютого 2005 року органом місцевого самоврядування є міське поселення Майський.

## Населення
| 1970 | 1989 | 2002 | 2010 |
| ---- | ---- | ---- | ---- |
| 25   | ↘21  | ↗46  | ↘30  |